# Black Hole Sun
Black Hole Sun — песня американской рок-группы Soundgarden, написанная фронтменом группы Крисом Корнеллом. Выпущена в 1994 году третьим синглом с четвёртого альбома Soundgarden Superunknown (1994). Это одна из самых популярных песен группы. На 37-й церемонии «Грэмми» песня была удостоена награды за «Лучшее исполнение в стиле хард-рок».

## Сочинение и запись
По словам Криса Корнелла, песня была написана им за 15 минут. Крис использовал гитару Gretsch, когда писал «Black Hole Sun». Корнелл прокомментировал песню так: «Я писал песню, думая, что группе она не понравится, а она стала главным хитом лета». Песня исполняется в гитарном строе drop D.

## Признание
Итоговые списки по данным Acclaimed Music.
| Публикация    | Страна         | Список                                      | Год  | Ранг |
| ------------- | -------------- | ------------------------------------------- | ---- | ---- |
| Guitar World  | США            | «100 Greatest Guitar Solos»                 | 2007 | 63   |
| VH1           | США            | «100 Greatest Songs of the '90s»            | 2007 | 25   |
| VH1           | США            | «100 Greatest Hard Rock Songs»              | 2008 | 77   |
| Rolling Stone | США            | «500 Greatest Songs of All Time»            | 2021 | 368  |
| Kerrang!      | Великобритания | «100 Greatest Singles of All Time»          | 2002 | 49   |
| Q             | Великобритания | «The 1001 Best Songs Ever»                  | 2003 | 543  |
| Total Guitar  | Великобритания | «100 Hottest Guitar Solos»                  | 2006 | 56   |
| The Movement  | Новая Зеландия | «The 100 (+300) Greatest Songs of All Time» | 2004 | 80   |
| The Movement  | Новая Зеландия | «The 77 Best Singles of the 90s»            | 2004 | 32   |
| Pure Pop      | Мексика        | «The 100 Best Singles of All Time»          | 2003 | 100  |
| Spex          | Германия       | «Singles of the Year»                       | 1994 | 15   |
| Rock & Pop    | Чили           | «Rock&Pop 20 Años 200 Canciones»            | 2013 | 174  |

## Список композиций
Promotional CD (US)
1. «Black Hole Sun» — 5:18
2. «Black Hole Sun» (edit) — 4:31

CD (Europe and Germany)
1. «Black Hole Sun» — 5:18
2. «Like Suicide» (acoustic) — 6:11
3. «Kickstand» (live) (Cornell, Kim Thayil) — 1:58
  - Выступление, записанное 20 августа 1993 года в Jones Beach Amphitheater, Уанто, Нью-Йорк.

CD (Europe)
1. «Black Hole Sun» — 5:18
2. «Jesus Christ Pose» (live) (Matt Cameron, Cornell, Ben Shepherd, Thayil) — 7:19
  - Выступление, записанное 11 августа 1993 в Rushmore Plaza Civic Center, Рапид-Сити, Южная Дакота.
3. «My Wave» (live) (Cornell, Thayil) — 4:34
  - Выступление, записанное 20 августа 1993 в Jones Beach Amphitheater, Уанто, Нью-Йорк.
4. «Spoonman» (Steve Fisk remix) — 6:55

Box Set (UK)
1. «Black Hole Sun» — 5:18
2. «Beyond the Wheel» (live) — 5:56
  - Выступление, записанное 18 августа 1993 в Exhibition Stadium, Торонто, Онтарио, Канада.
3. «Fell on Black Days» (live) — 4:45
  - Выступление, записанное 16 августа 1993 в Pine Knob Music Theatre, Кларкстон, Мичиган.
4. «Birth Ritual» (demo) (Cornell, Cameron, Thayil) — 5:50

CD (Australia and Germany)
1. «Black Hole Sun» — 5:18
2. «Jesus Christ Pose» (live) (Cameron, Cornell, Shepherd, Thayil) — 7:19
3. «Beyond the Wheel» (live) — 5:54

- Выступление, записанное 11 августа 1993 в Rushmore Plaza Civic Center, Рапид-Сити, Южная Дакота.

Promotional CD (US)
1. «Black Hole Sun» — 5:18
2. «Beyond the Wheel» (live) — 5:53
  - Выступление, записанное 18 августа 1993 в Exhibition Stadium, Торонто, Онтарио, Канада.
3. «Spoonman» (Steve Fisk remix) — 6:55

7" Vinyl (UK) and Cassette (UK)
1. «Black Hole Sun» — 5:18
2. «My Wave» (live) (Cornell, Thayil) — 4:34
  - Выступление, записанное 20 августа 1993 в Jones Beach Amphitheater, Уанто, Нью-Йорк.
3. «Beyond the Wheel» (live) — 5:54
  - Выступление, записанное 18 августа 1993 в Exhibition Stadium, Торонто, Онтарио, Канада.

Promotional 12" Vinyl (France)
1. «Black Hole Sun» — 5:18

Jukebox 7" Vinyl (US)
1. «Black Hole Sun» — 5:18
2. «Spoonman» — 4:06

## Места в чартах
| Чарт (1994)                  | Высшая позиция |
| ---------------------------- | -------------- |
| RPM Singles Chart            | 5              |
| Australian Singles Chart     | 6              |
| Irish Singles Chart          | 7              |
| French Singles Chart         | 10             |
| UK Singles Chart             | 12             |
| Swedish Singles Chart        | 1              |
| New Zealand Singles Chart    | 22             |
| US Billboard Hot 100 Airplay | 24             |
| US Mainstream Rock Tracks    | 1              |
| US Modern Rock Tracks        | 2              |
| US Top 40 Mainstream         | 9              |
| Dutch Singles Chart          | 25             |
| German Singles Chart         | 26             |